# Tessouat
Tessouat (en ojibwé : Tesswehas) (c. ??? – 1636/1654) est un chef algonquin de la nation Kichesipirini. À cette époque, la nation habite la vallée de la Grande rivière, tant au nord qu'au sud, entre ce qu'aujourd'hui, on appelle le lac des Deux Montagnes et la région du Pontiac.
Tessouat est le nom attribué à deux chefs algonquins de la tribu Kichesipirini. Le premier Tessouat, surnommé Le Borgne par les Français, s’est farouchement opposé à Samuel de Champlain malgré les alliances commerciales et militaires développées entre les Algonquins et les Français au début du XVIIe siècle. Le deuxième Tessouat a poursuivi, à titre de chef, la défense des intérêts de sa nation après avoir bénéficié d’une infusion de l’esprit de son prédécesseur lors d’une cérémonie religieuse.
En 1603 c'est la traite à Tadoussac depuis 50 ans. Les nations amérindiennes font le commerce des fourrures avec les nations européennes. L'autre côté de l'embouchure du Saguenay à Baie-Sainte-Catherine les Innus organisent une grande fête. Ils appellent ça une tabagie. Ils fêtent la victoire d'une bataille contre leurs ennemis du sud les Iroquois. Ils sont 1 000 personnes à célébrer et plusieurs chefs sont présents. Il y a Anadabijou qui est l'hôte de cette fête mais il y en a un qui va se faire remarquer à cause de son charisme et son éloquence c'est Tessouat.

## L'alliance franco-amérindienne
Le 27 mai 1603,François Gravé accompagné de Samuel de Champlain qui est là à titre d'observateur vont aller à ce rassemblement. François Gravé rapporte de France deux Innus qui ont séjourné un an là-bas. Mais ils rapportent principalement un message du roi Henri IV. Il propose de coloniser la Nouvelle-France et une collaboration exclusive dans le commerce. Anadabijou va accepter mais à condition que les Français les aident à combattre leurs ennemis au sud, les Iroquois. C'est la première alliance franco-amérindienne en Amérique du Nord, laquelle va durer 150 ans. L'alliance regroupe plusieurs nations dont les Innus, les Algonquins, les Malécites (Etchemins) et les Micmacs.

## Tessouat et le taxage
Les Français les nomment Algonquins de l'Isle. Cette grande rivière est la rivière des Outaouais et l'île est l'île aux Allumettes. C'est une petite île à côté de l'île Morisson dans l'étranglement de la rivière des Outaouais. Leur territoire s'étend du lac des Deux Montagnes à Hambrook en Ontario. C'est près de Mattawa et de Rapides-des-Joachims. Les Kichesipirinis étaient bien situés pour taxer les passants. Tessouat et sa bande contrôlent le passage et ils en font une sorte de douane. Il a un grand pouvoir. Il y a beaucoup de guerres. Les Français doivent passer chez le borgne de l'île. »,,

## Tessouat et Champlain
En 1603, les Iroquois n'occupent plus la vallée du Saint-Laurent en raison de la fréquence des conflits. En 1608, Champlain fonde le poste de traite de Québec, en pays huron (Ouendats). L'année suivante, c'est déjà l'affrontement avec les Iroquois : les Français, armés de mousquets, remportent la bataille. Les liens avec les différentes tribus algonquiennes se raffermissent, tant et si bien que de jeunes Français sont même envoyés vivre parmi eux. En 1611, Champlain s'intéresse à l'île de Montréal pour y développer la traite des fourrures : pendant l'été, il rencontre Tessouat auquel il promet de faire la guerre aux Iroquois. Il lui donne un jeune Français, Nicolas de Vigneault, qui va vivre chez les Kichesipirinis, avec promesse de revenir l'année suivante pour les retrouver et établir un plan commercial. Cependant, Champlain ne se présentera pas au rendez-vous. De son côté, De Vigneault revient avec une histoire : il raconte qu'il a vu la mer du Nord. Cette histoire crée un émoi. En 1613, Champlain remonte la rivière des Outaouais, dans l'espoir de lui aussi atteindre cette mer. Il se rend jusqu'à l'Isle-aux-Allumettes, où il y rencontre encore Tessouat. Ce dernier en veut au Français de ne pas s'être présenté au rendez-vous l'année précédente. Le Borgne de l'île, de son côté, avait son rassemblement de guerriers. Champlain veut aller plus loin mais Tessouat lui interdit le passage. Il lui dit qu'il n'y a pas de mer du Nord : en réalité, ce à quoi les explorateurs font référence (sans le savoir), c'est la baie James.
En 1615, Champlain revient et contourne Tessouat vers le Sud. Tessouat le saura et cela créera une tension. Les Weskarinis vont accompagner Champlain vers le pays des Ouendats . En 1617, Tessouat et ses tribus font le commerce dans le secteur de Trois-Rivières. Sa réputation se bâtit chez les Jésuites. Tessouat est la bête noire des Jésuites qui disent qu'il est dangereux. En 1629 à 1633, les Anglais prennent Québec. En 1633, Tessouat monte les Weskarinis contre les Français. Les Français ne sont plus en sécurité et ne peuvent plus remonter la rivière pour aller commercer avec les Ouendats. Ils bloquent aussi les Jésuites qui ne peuvent plus aller en Huronie. Ceci est la preuve que Tessouat a toujours du pouvoir. En 1634, Tessouat, aidé de Oumasatikouei capitaine des Kichesipirinis, vont faire un traité avec les Mohawks pour le commerce. La paix avec les Iroquois ne fonctionnera pas. Deux ans plus tard, la guerre reprend. En 1636, Oumasatikouei, surnommé des Français, la Grenouille sera tué par les Iroquois. Tessouat meurt quelques mois plus tard probablement à cause des maladies d'Europe. La rougeole, la variole, le typhus, la grippe et la syphilis avaient fait des ravages au sein de la population algonquine. « Les chroniqueurs jésuites rapportent également qu'entre 1642 et 1644 les Kichesipirinis furent frappés durement par une épidémie de petite vérole. »,

## La résurrection de Tessouat et Oumasatikouei
Le personnage de Tesouat est mythique. Malgré sa toute 
petite taille physique, il a une force de caractère. D’abord le refuse de se convertir à la religion catholique des Français et il s’oppose à toute consommation d’alcool Dans le commerce des fourrures (Référence tradition orale chez les anciens de la nation Alkonquine) (autre référence Francine Ouellette, la grande rivière profanée, Section feu, libre expression, 2004 ).Il Était un homme médecine soignant avec les plantes. Il aurait eu 2 Épouses et Plusieurs enfants. Les autres détails de sa vie personnelle se confondent entre le mythe de la personnalité, le véridique et la légende autochtone.
Tessouat est mort mais il est vénéré. Les Kichesipirinis vont ressusciter Tessouat et Oumasatikouei avec un rituel amérindien. Ils infusent l'esprit des défunts. Ils prennent le nom du défunt et le donnent à quelqu'un. Le plus intéressant est que le deuxième Tessouat est borgne également. Champlain est mort (le 25 décembre 1635) et Charles Jacques Huault de Montmagny est son remplaçant. Il travaille pour les Jésuites. Leur mission est de baptiser, franciser et coloniser. Les épidémies arrivent en Huronie. La moitié de la population Wendats va mourir. Le but du nouveau Tessouat est de sauver sa nation. Ils vont déménager de l'Isle-aux-Allumettes. Ils vont se rendre dans le coin de Québec ; plus précisément à Sillery. C'est à ce moment-là que les Jésuites veulent que les Amérindiens vivent en villages. Sillery devient alors une réserve. Les Jésuites convertissent les Amérindiens en soi-disant gens normaux. Ils convertissent surtout des Innus. Tessouat arrive à Sillery avec les Kichesipirinis. Il rencontre les Amérindiens chrétiens. Cela apportera des problèmes. Tessouat déteste les Chrétiens et les Jésuites. Tessouat est non-chrétien. Ils ne sont pas les bienvenus et ils doivent partir. En 1641, ils s'en vont à Trois-Rivières passer l'hiver. Les Jésuites les surveillent avec des espions. Les Jésuites vont interrompre une cérémonie et Tessouat est en colère. Il lance des tisons et des braises au visage du Père Buteux.

## Tessouat vs Montmagny
En 1642, c'est la fondation de Montréal. C'est la guerre entre les Jésuites et les Montréalistes. C'est le premier affrontement Québec-Montréal. Les Montréalistes font des nations amérindiennes. Les Kichesipirinis avec Tessouat vont les rejoindre. Ils font la guerre aux Iroquois au sud de Montréal. Maisonneuve affronte Montmagny. Tessouat voit une chance de s'établir sur l'île de Montréal et de reconstituer le peuple algonquin. Il devient officiellement l'ennemi de Montmagny et les Jésuites. Tessouat accepte de se faire baptiser pour officialiser son alliance avec les Montréalistes. Montmagny va trahir les Algonquins et faire un traité avec les Iroquois. Le traité ne tiendra pas. En 1647, c'est la guerre. Les Iroquois font une offensive du côté des Grands Lacs. Ils attaquent les Kichesipirinis et les Ouendats lorsqu'ils sont très malades. Tessouat doit quitter Montréal. Il craint d'être tué par les Iroquois. En 1650, il retourne à l'Isle-aux-Allumettes avec ses gens. Les Wendats Chrétiens quittent la Huronie. Ils s'en vont vers Québec. Ils doivent passer par l'Isle-aux-Allumettes. Tessouat exige le droit de passage qu'ils vont refuser. Tessouat capture un Jésuite qu'il ridiculisera. Les Français et les robes noires (Jésuites) vont lui en vouloir. Tessouat sent la fin. Il n'a plus la force de défendre son île. Il doit partir. Il s'en va dans la réduction chrétienne de Trois-Rivières. Le 16 mars 1654, Tessouat meurt après une longue maladie de deux ans. C'est la fin de Tessouat : Tison allumé,.